# Jimmy Murphy (auteur)
Pour les articles homonymes, voir Jimmy Murphy.
James Edward Murphy, dit Jimmy Murphy (1891-1965) est un dessinateur américain qui a travaillé comme dessinateur politique puis auteur de bande dessinée dans la presse américaine de 1907 à sa mort. Il est surtout connu pour avoir animé le comic strip humoristique Toots and Casper de 1918 à 1956.